# 23-Marina
23-Marina — 90-этажный жилой небоскрёб, построенный в городе Дубае компанией Hiranandani Group. Его высота составляет 392,8 м. До завершения строительства небоскрёба Princess Tower он считался самым высоким жилым зданием в мире. На 2015 год 23-Marina является 4-м по высоте зданием в городе, 17-м по высоте в Азии и 23-м по высоте в мире.

## Особенности планировки
В здании расположены 291 квартира и 57 бассейнов. Каждая двухуровневая квартира небоскреба оборудована собственным лифтом.
В мае 2007 года строительная компания объявила о завершении работ по строительству фундамента здания, включавших откопку котлована, свайные работы и строительство стены в грунте. Строительство самого небоскреба было завершено в августе 2011 года. 79 % квартир 23-Marina были проданы ещё до завершения строительства.